# Jan-Mayen-Klasse
Die Jan-Mayen-Klasse ist eine Schiffsklasse von drei ab 2023 in Dienst gestellten Hochsee-Patrouillenschiffen der Norwegischen Küstenwache.

## Allgemeines
Die Schiffe wurden 2018 als Ersatz für die Nordkapp-Klasse bei der Vard-Gruppe in Auftrag gegeben. Die Schiffsrümpfe wurden jeweils bei Vard Tulcea im rumänischen Tulcea gefertigt und anschließend zur Ausrüstung und Übergabe zu Vard Langsten im norwegischen Tomrefjord geschleppt. Der dritte Neubau erreichte Norwegen am 27. Januar 2023.
Nach Angaben der norwegische Marine stellte die Küstenwache die Bjørnøya am 1. November 2023 offiziell in Dienst. Fischerei- und Meeresministerin Cecilie Myrseth vollzog die Schiffstaufe auf der Werft Vard Langsten.
Am 12. Juni 2024 taufte der Umwelt- und Klimaminister Andreas Bjelland Eriksen die letzte Einheit der Jan-Mayen-Klasse, die KV Hopen ebenfalls bei Vard Langsten. Das Schiff wurde im August 2024 von der Werft abgeliefert und im September 2024 in Dienst gestellt.

## Einheiten
| Name      | Schiffs- kennung | IMO-Nr. | Stapellauf        | Indienst- stellung | benannt nach |
| --------- | ---------------- | ------- | ----------------- | ------------------ | ------------ |
| Jan Mayen | W 310            | 9911575 | 6. August 2021    | 29. März 2023      | Jan Mayen    |
| Bjørnøya  | W 311            | 9911692 | 16. Februar 2022  | 1. November 2023   | Bäreninsel   |
| Hopen     | W 312            | 9911707 | 20. Dezember 2022 | September 2024     | Hopen        |